# درایینتسی
درایینتسی (به صربی: Drajinci) یک منطقهٔ مسکونی در صربستان است که در سوردولیکا واقع شده‌است. درایینتسی ۷۸ نفر جمعیت دارد.